# Alessandro Zanardi

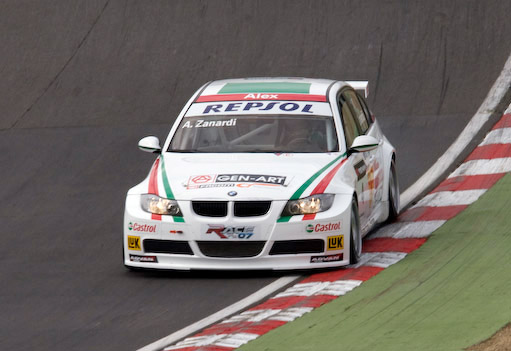
Alessandro Zanardi w serii WTCC w sezonie 2008

Alessandro „Alex” Zanardi (ur. 23 października 1966 w Bolonii) – włoski kierowca wyścigowy, mistrz serii Champ Car w latach 1997–1998. Czterokrotny mistrz paraolimpijski w para-kolarstwie.

## Życiorys

### Początki kariery
Zanardi rozpoczął ściganie się od kartingu w wieku 13 lat. Kolejnymi stopniami w karierze były dla niego Włoska Formuła 3 (1988-1990) i międzynarodowa Formuła 3000. W Formule 3000 zaliczył zwycięstwo już w swoim pierwszym wyścigu, w całym sezonie wygrał trzy wyścigi i ostatecznie zajął drugie miejsce w klasyfikacji, co od razu zapewniło mu występy w trzech ostatnich wyścigach sezonu w Formule 1.

### Formuła 1
Alessandro w sezonach 1991-1994 startował w Formule 1, jadąc w trzech zespołach: Jordan, Minardi i Lotus.

### CART/Champ Car
W 1996 roku zadebiutował w serii CART w zespole Chipa Ganassiego. Od samego początku stał się jednym z najpopularniejszych kierowców zdobywając pierwsze pole startowe już w swoim drugim wyścigu. Sezon zakończył na trzecim miejscu z trzema zwycięstwami i tytułem najlepszego nowicjusza. Do historii przeszedł jego manewr wyprzedzania na torze Laguna Seca, gdzie na słynnym zakręcie nazywanym korkociągiem wyprzedził odważnym manewrem Bryana Hertę na ostatnim okrążeniu wyścigu.
W 1997 roku nie miał już sobie równych, wygrał 5 wyścigów i mistrzostwo serii. Nie przeszkodził mu nawet wypadek na treningach przed siedemnastym i ostatnim wyścigiem sezonu na torze Fontana, który wykluczył go ze startu w tym wyścigu (już wtedy miał zapewniony tytuł mistrzowski). Rok 1998 to potwierdzenie wysokiej formy wygraniem siedmiu wyścigów (sezon składał się z 19 rund) i kolejny tytuł mistrzowski. Po tym sezonie przeniósł się do Formuły 1.

### Powrót do Formuły 1
W 1999 roku wystartował w zespole Williams. Trafił jednak na słabszy okres tego utytułowanego zespołu, zaś sam Zanardi w sezonie nie zdobył żadnego punktu i po sezonie rozwiązano z nim kontrakt.

### Powrót do Champ Car
W roku 2000 nigdzie nie startował. Testował jedynie bolid zespołu Mo Nunn Racing i ostatecznie zdecydował się z nim podpisać kontrakt na starty w sezonie 2001.
15 września 2001 roku podczas wyścigu Champ Car na torze Lausitz w Niemczech Alex miał poważny wypadek z kanadyjskim kierowcą Alexem Taglianim, i został przewieziony do szpitala w Berlinie, gdzie walczył o życie. Zanardi przeżył wypadek, ale utracił obie nogi.
Dziś pracuje jako dziennikarz w "La Gazzetta dello Sport" – najbardziej znanym sportowym dzienniku we Włoszech. Założył własną fundację, która pomaga dzieciom niepełnosprawnym.

### ETCC/WTCC
W 2003 roku wystartował w ostatnim wyścigu sezonu Europejskich Mistrzostw Samochodów Turystycznych na torze Monza w specjalnie przygotowanym BMW. Zajął w nim siódme miejsce i od tego czasu regularnie startował w wyścigach samochodów turystycznych. Od 2005 roku startował w Mistrzostwach Świata Samochodów Turystycznych (WTCC) jako kierowca fabrycznego zespołu BMW, odnosząc w tym okresie cztery zwycięstwa. Po zakończeniu sezonu 2009 wycofał się z rywalizacji w tej serii wyścigowej.

### Igrzyska Paraolimpijskie i wypadek na rowerze
Podczas Letnich Igrzysk Paraolimpijskich 2012 w Londynie zdobył 2 złote medale w kolarstwie w kategorii H4 – wyścigu na rowerach z napędem ręcznym oraz srebrny w sztafecie mieszanej H1-4. Taki sam dorobek medalowy wywiózł z kolejnej edycji w Rio De Janeiro w 2016 roku. Ponadto Alessandro Zanardi zdobył 10 złotych medali Mistrzostw Świata. 
19 czerwca 2020 roku miał wypadek na tzw. handbike'u. Jego skutkiem było wprowadzenie Włocha w stan śpiączki. Do wypadku doszło podczas maratonu para-kolarskiego, gdzie potrąciła go ciężarówka. Zanardi doznał poważnych złamań szczęki, twarzoczaszki i kości czołowej. Po serii zabiegów, operacji i rehabilitacji wrócił do domu. Zaczął powracać do zdrowia.